# Măgești
Măgești – wieś w Rumunii, w okręgu Bihor, w gminie Măgești. W 2011 roku liczyła 278 mieszkańców.